# HD 134335
HD 134335，又名BD+25 2876，SAO 83685、HR 5640，是一颗恒星，视星等为5.81，位于銀經37.03，銀緯59.24，其B1900.0坐标为赤經15h 4m 14.1s，赤緯+25° 59.24′ 28″。